# Italia Coppola
Italia Pennino Coppola (Nueva York, 12 de diciembre de 1912 - Los Ángeles, 21 de enero de 2004) fue la matriarca de la familia Coppola. 

## Biografía
Nacida en la ciudad de Nueva York, fue una de los seis hijos de Anna (de soltera Giaquinto) (1879-?) y el compositor Francesco Pennino (1880-1952), ambos de Nápoles, Italia. Su padre era compositor de canciones italianas, importador de películas italianas y propietario de una sala de cine. Nació en un apartamento sobre el Empire Theatre de la familia en Brooklyn. 
Fue esposa de Carmine Coppola y madre del académico August Coppola, el cineasta Francis Ford Coppola y la actriz Talia Shire, así como la abuela materna de los actores Jason Schwartzman, Robert Carmine y el escritor Matthew Shire, y la tía paterna del gerente de talentos Anthony Pennino, y abuela paterna de los actores Nicolas Cage, Marc Coppola y los directores Roman Coppola, Christopher Coppola y Sofia Coppola. 
Italia apareció en tres papeles no hablados en las películas de su hijo, One from the Heart, El padrino II y El padrino III. Fue conocida por su cocina italiana y publicó un libro de cocina llamado Mama Coppola's Pasta Book. Su imagen también ha aparecido en la línea de pastas y salsas "Mammarella", que lleva su nombre y la hizo su hijo Francis.
Está enterrada en el cementerio de la misión de San Fernando junto a su esposo.

## Filmografía
| Year | Title              | Role                          | Notes                        |
| ---- | ------------------ | ----------------------------- | ---------------------------- |
| 1972 | El padrino         | Extra en la escena de la boda | no acreditada                |
| 1974 | El Padrino II      | Mama Corleone's Body          | Uncredited                   |
| 1981 | One from the Heart | Couple in Elevator #2         |                              |
| 1990 | El padrino III     | Signora Altobello             | Uncredited (final film role) |